# Begonia geminiflora
Begonia geminiflora é uma espécie de Begonia, nativa do Equador.